# Scamandra fasciata
Scamandra fasciata är en insektsart som beskrevs av William Lucas Distant 1906. Scamandra fasciata ingår i släktet Scamandra och familjen lyktstritar. Inga underarter finns listade i Catalogue of Life.